# Matthaeus Silvaticus
Matthaeus Silvaticus (auch Matth. Sylvaticus; * 1285 in Salerno; † 1342) war ein italienischer medizinischer Schriftsteller und Botaniker, der an der medizinischen Schule von Salerno lehrte.

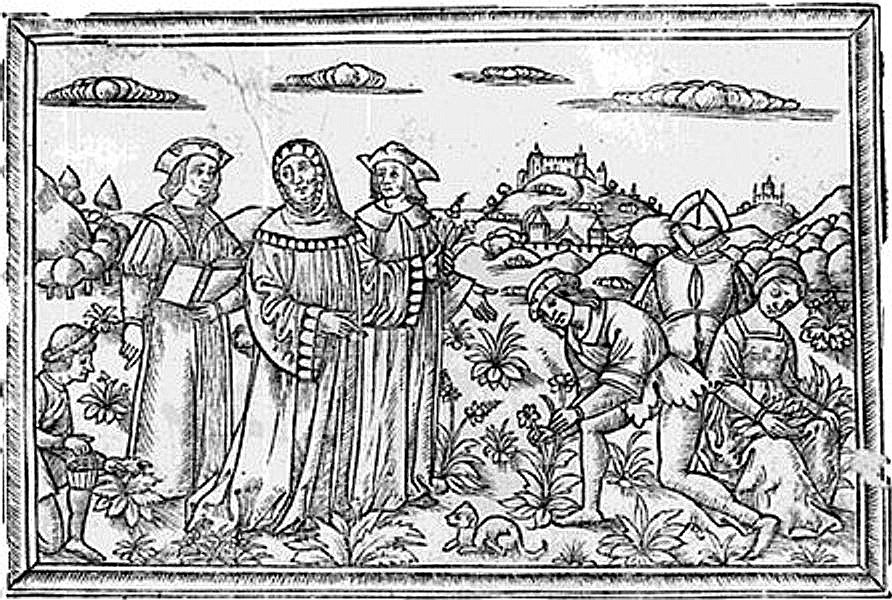
Matthaeus Silvaticus mit Schülern auf dem Titelblatt einer Ausgabe von 1526 des Opus Pandectarum Medicinae

Sein berühmtestes Werk stellte er 1317 fertig, das Opus pandectarum Medicinae oder Pandectae Medicinae. Es handelt sich um ein 650-seitiges Nachschlagewerk in lateinischer Sprache über die medikamentöse Behandlung mit Heilkräutern (Arzneibuch). Silvatico führte seine Studien in dem unter dem Namen Giardino della Minerva im Zentrum Salernos geführten antiken botanischen Garten durch.

## Drucke der Pandecten
- Anonym, Neapel 1. April 1474
- Vuster, Bologna 1474 (Digitalisat)
- Mart. Huss und Siber, Lyon 27. April 1478
- Lichtenstein, Vicenca 1480
- Colonia und Manthen, Venedig 10. Oktober 1480 (Digitalisat)
- Anonym, Straßburg 1481 (Digitalisat)
- Saracenus, Matthiae Sylvatici Librum pandectarium medicinae, herausgegeben von Matthaeus Moretus.[2] Venedig 19. Mai 1488 (Digitalisat)
- Pincius für Fontana, Venedig 16. Juni 1492 (Digitalisat)
- Locatellus für Octavianus Scotus, Venedig 11. März 1498 (Digitalisat)
- Stagninus, Venedig 27. März 1499 (Digitalisat)
- Simon de Luere, Venedig 26. März 1507 (Digitalisat)
- de Castello, Papie 1508 (Digitalisat)
- Livius Modoetie, Venedig 12. Juli 1523 (Digitalisat)
- Opus pandectarum medicine impressum Taurini per Anthonium Ranotum civem Taurinensem. Ronatus, Turin 12. September 1526 (Digitalisat)
- Heredes, Venedig März 1540 (Digitalisat)